# Región metropolitana del Valle de Itajaí
La Región Metropolitana del Valle de Itajaí (en portugués: Região Metropolitana do Vale do Itajaí), es una región metropolitana de Brasil creada en 1998 por la ley estatal n°162.
Su ciudad sede es Blumenau que junto con Gaspar, Indaial, Pomerode y Timbó forman el núcleo urbano, más 11 municipios del núcleo de expansión. Fue colonizada principalmente por alemanes.

## Municipios

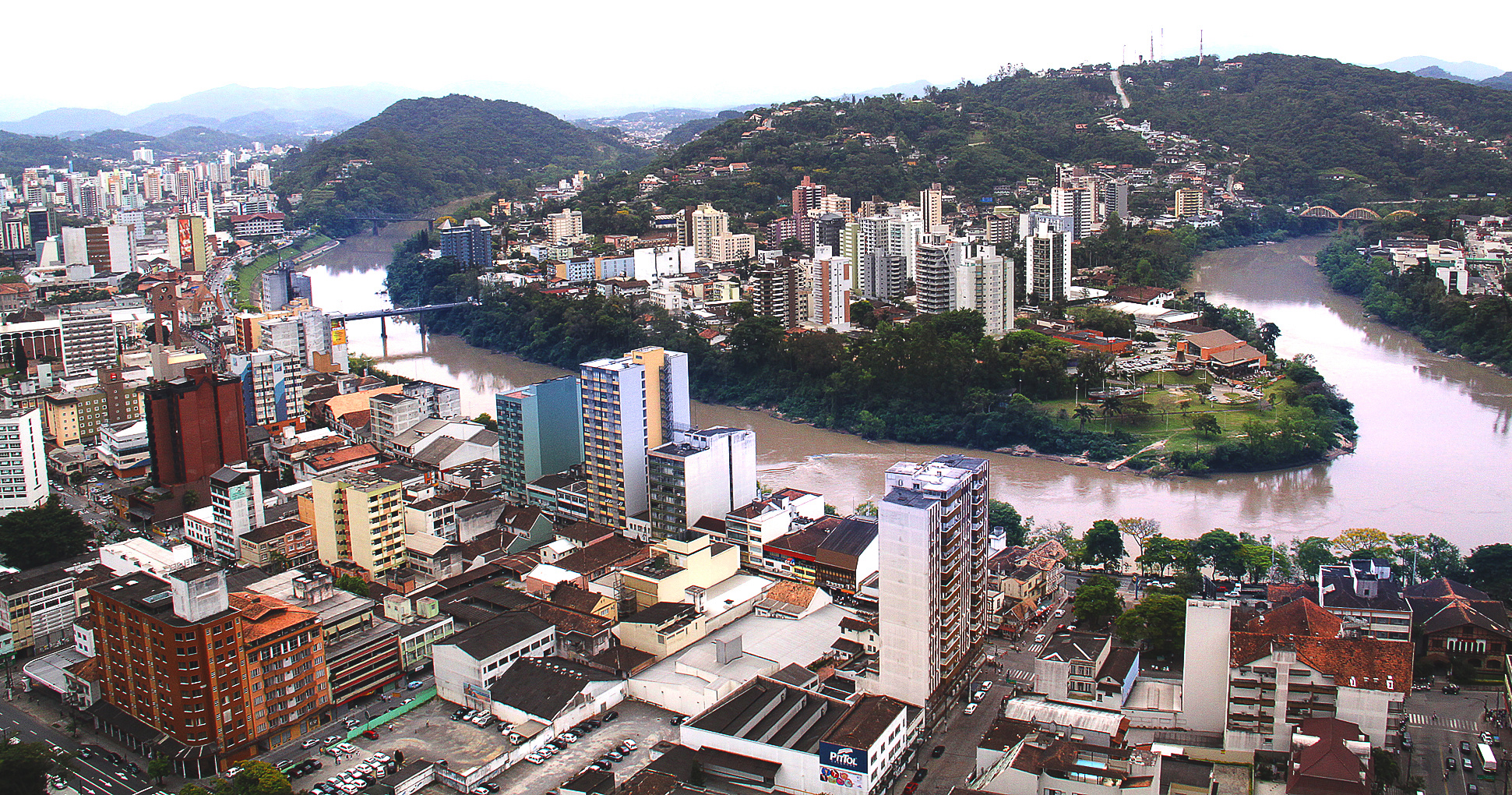
Blumenau.

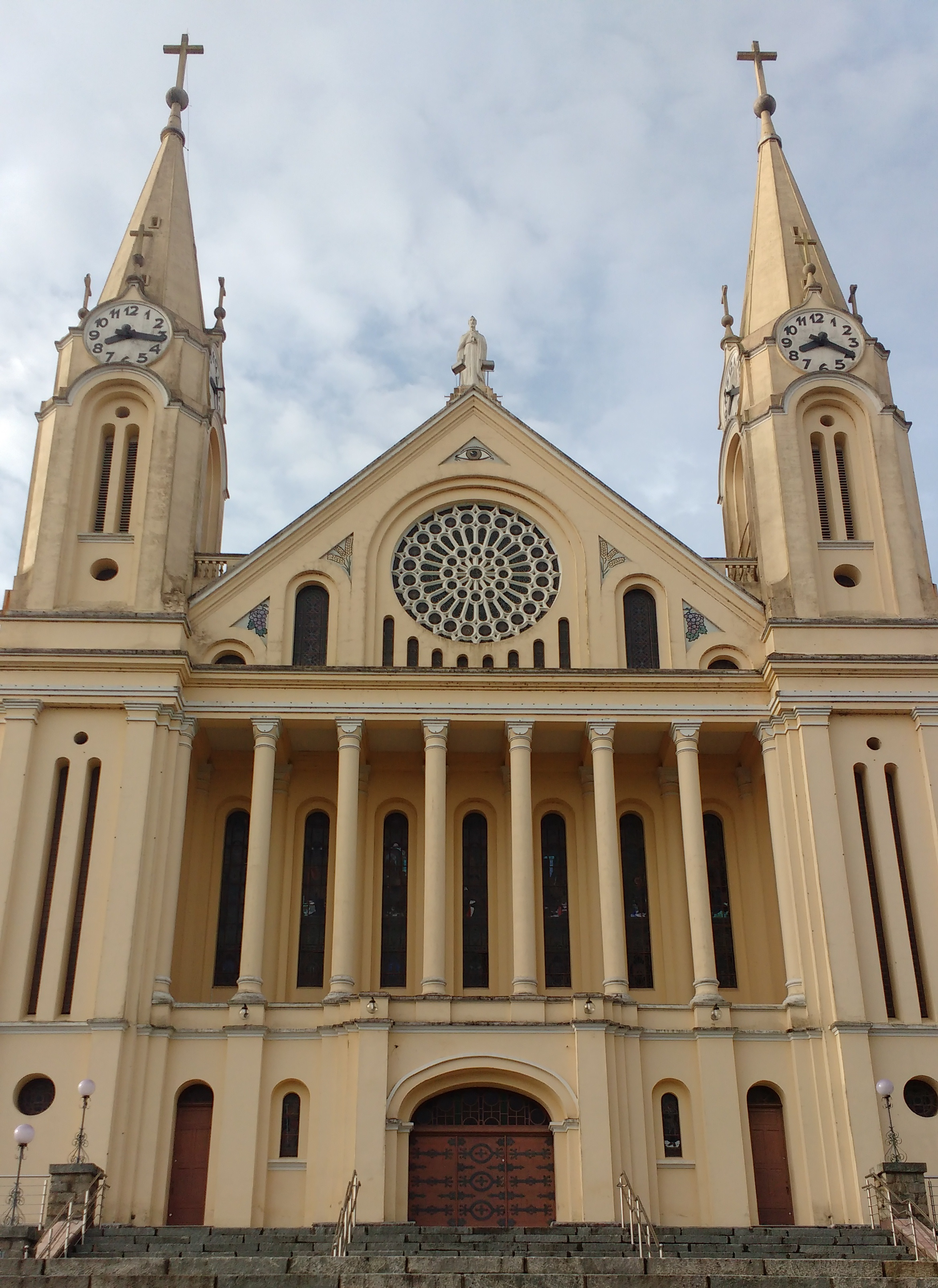
Gaspar.

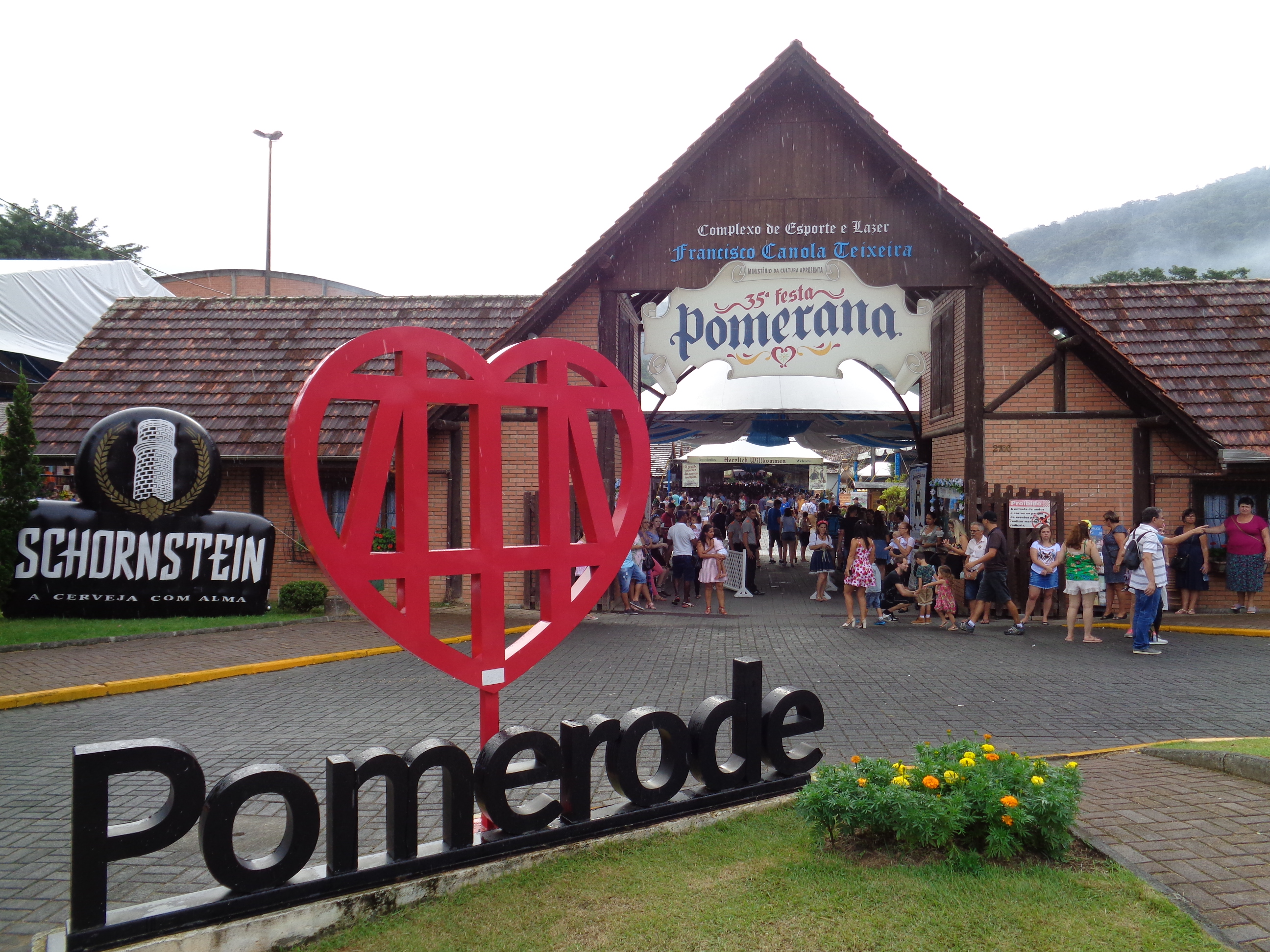
Pomerode.

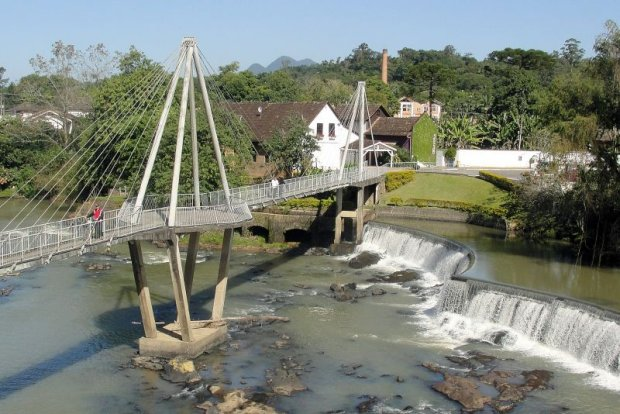
Timbó.

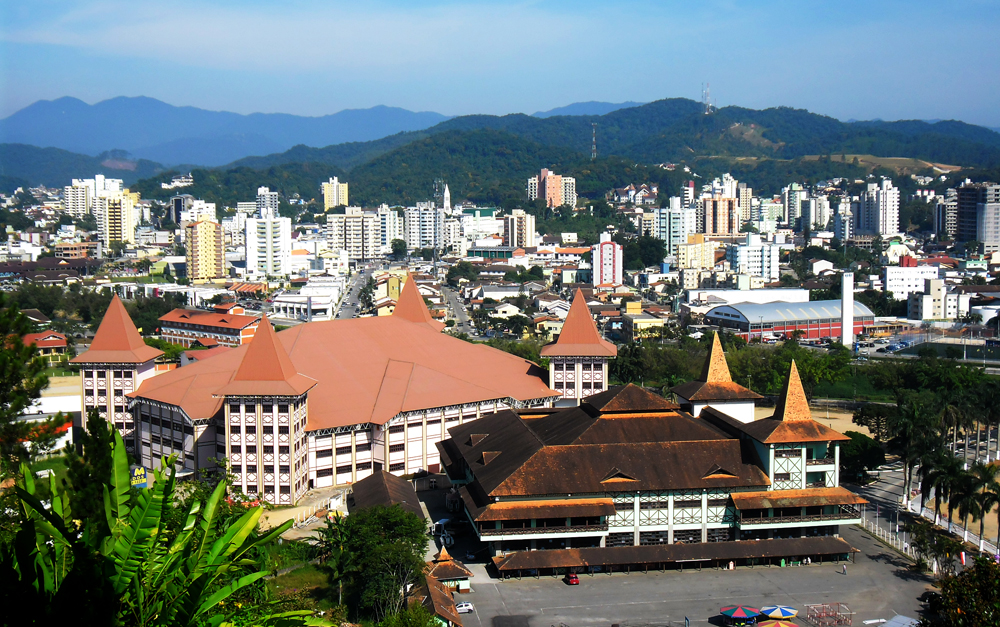
Brusque.

| Municipio         | Área (km²) | Población (2022) |
| ----------------- | ---------- | ---------------- |
| Blumenau          | 518.619    | 361 261          |
| Gaspar            | 386.616    | 72 570           |
| Indaial           | 430.799    | 71 549           |
| Pomerode          | 214.299    | 34 289           |
| Timbó             | 128.313    | 46 099           |
| Área de expansión |            |                  |
| Apiúna            | 493.490    | 9 811            |
| Ascurra           | 112.884    | 8 319            |
| Benedito Novo     | 388.291    | 10 520           |
| Botuverá          | 296.256    | 5 363            |
| Brusque           | 284.675    | 141 385          |
| Doutor Pedrinho   | 374.205    | 3 637            |
| Guabiruba         | 172.173    | 24 543           |
| Ilhota            | 253.024    | 17 046           |
| Luiz Alves        | 260.106    | 11 684           |
| Rio dos Cedros    | 555.473    | 10 865           |
| Rodeio            | 129.001    | 12 757           |